# Улица Макарова (Тольятти)
Улица Мака́рова — улица в Комсомольском районе Тольятти, проходящая по микрорайону Шлюзовой.
Проходит перпендикулярно течению реки Волги. Улица с асфальтовым покрытием. Проезжая часть в 2 полосы движения шириной. Общественный транспорт по улице не ходит, однако на улице Гидротехнической есть остановка транспорта под названием «Улица Макарова».

## История
При первоначальной застройке посёлка Шлюзовой улица называлась Советская. После включения посёлка в состав Тольятти для удаления дублирующих названий решением горисполкома № 457 от 30 июля 1964 г. улица была переименована в честь адмирала Макарова.

## Нумерация
Нумерация зданий идёт со стороны Волги. Чётная сторона расположена по правую сторону.